# Сераль

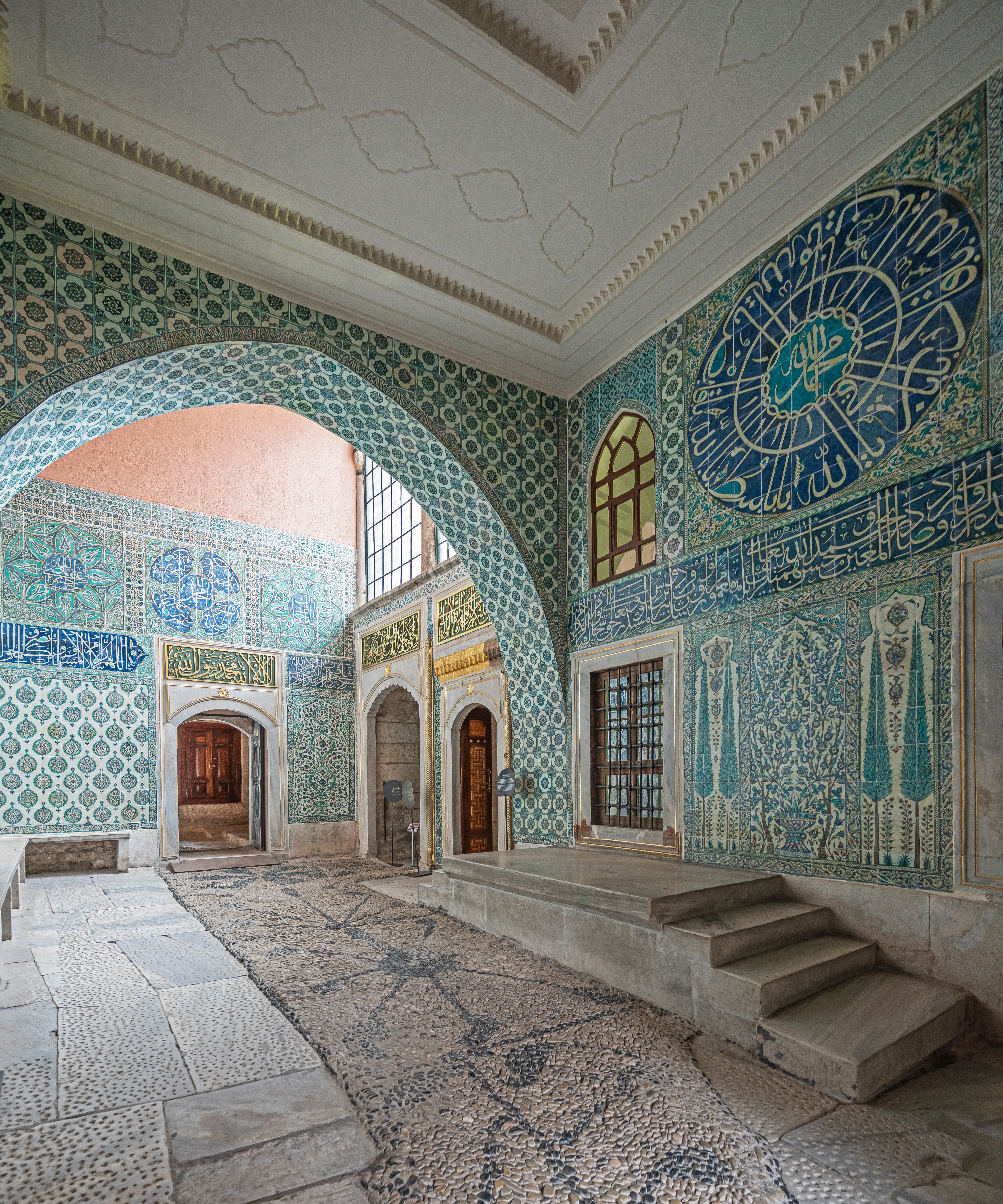
Зал у Сералі (палац Топкапи), Стамбул

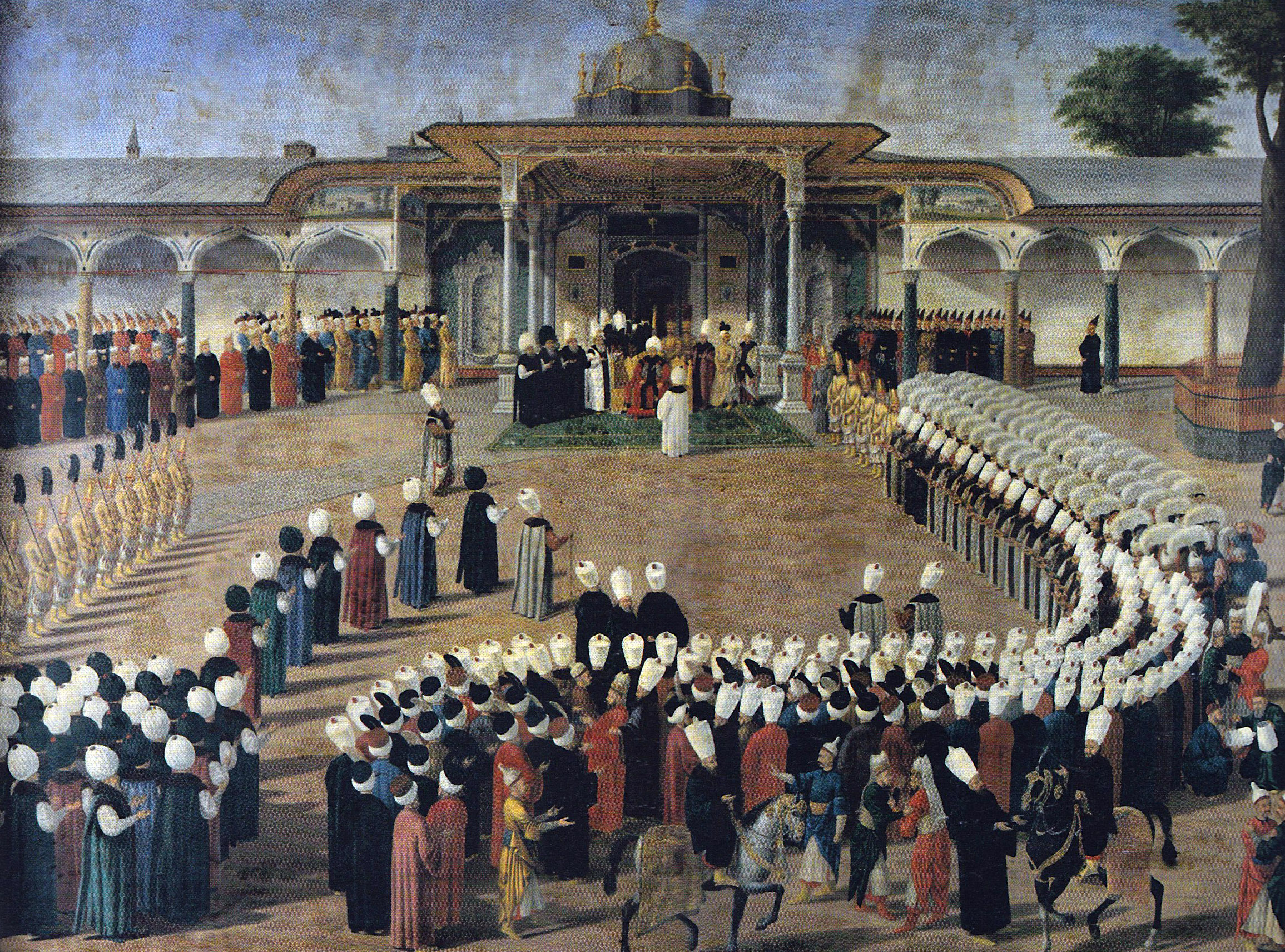
Султан Селім III проводить аудієнцію перед Воротами Щастя, художник Костянтин Капидагли, палац Топкапи

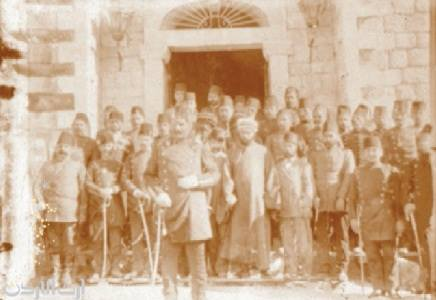
Османські офіцери перед Аль-Караком у 1910 році після повстання Карака.

Сераль або сарай (з перс. سرای, трансліт. sarāy, латиніз. palace, через турецьку, італійську та французьку мови) — це замок, палац або урядова будівля, яка мала особливу адміністративну вагу в різних частинах колишньої Османської імперії.
«Сералі» можуть стосуватися конкретно палацу Топкапи, резиденції колишніх османських султанів у Стамбулі (відомий як Константинополь англійською мовою за часів османського панування). Термін також може стосуватися інших традиційних турецьких палаців (кожен імператорський князь мав свій власний) та інших великих будинків, побудованих навколо внутрішніх двориків.

## Етимологія
Термін «seraglio» з італійської мови використовується в англійській мові з 1581 року. Італійський словник Треккані містить два похідних варіанти:
1. один через тур. seray   або saray[2][6] (з варіантами seraya або saraya ), що походить від перс. سرای, трансліт. sarāy, латиніз. palace[3] або, відповідно до похідних, закритий двір для дружин і наложниць гарему будинку чи палацу;
2. інший — у значенні огородження[a] — від пізньої / лат. serraculum, що походить від класичної латині serare, досл. «to close», що походить від sera, досл. «door-bar»[7][8].

Термін також може бути сказаний, як «serail» через французький вплив, заснований на італійському терміні.

### Гарем

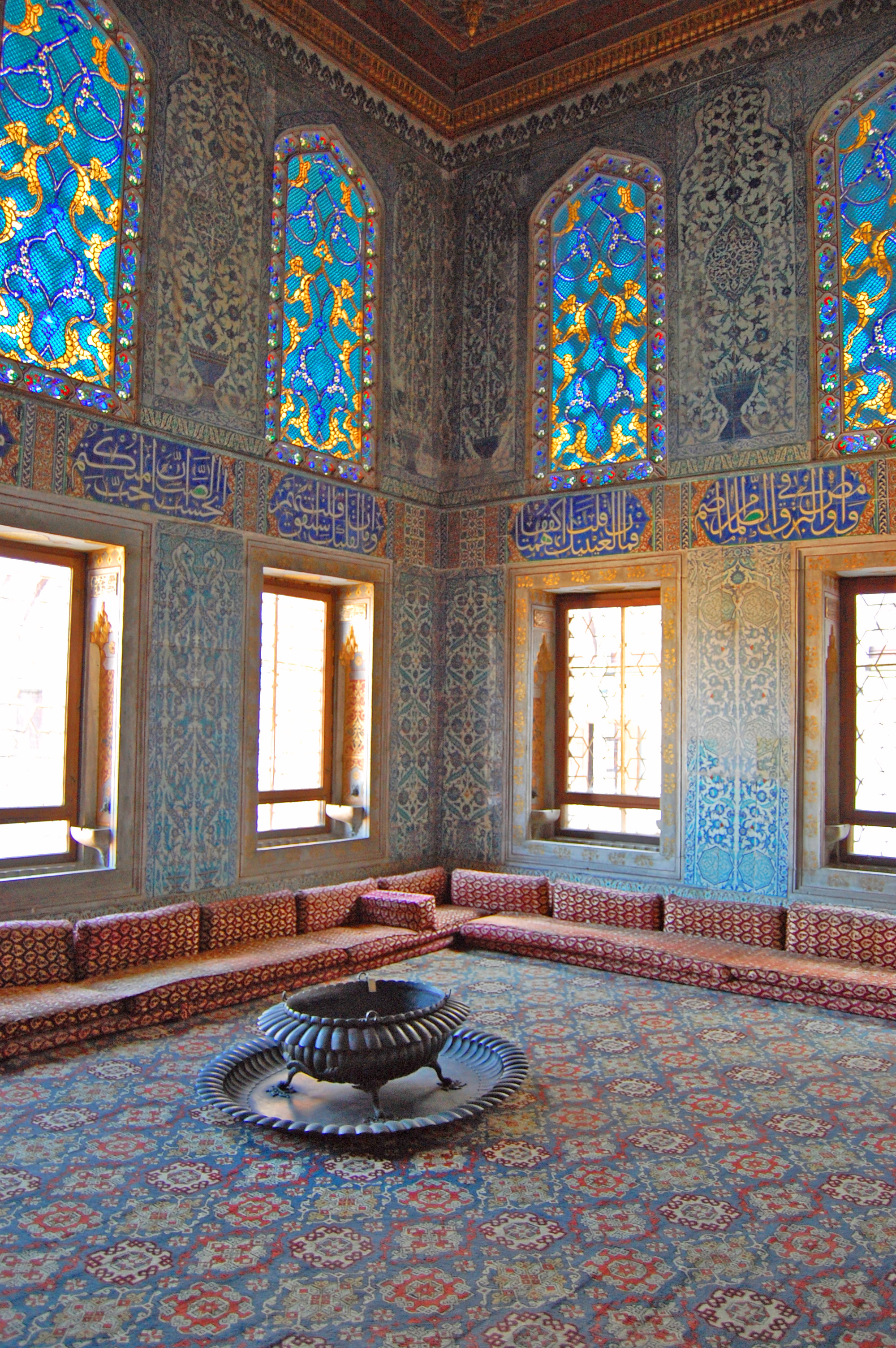
Кафельна кімната всередині гарему, палац Топкапи

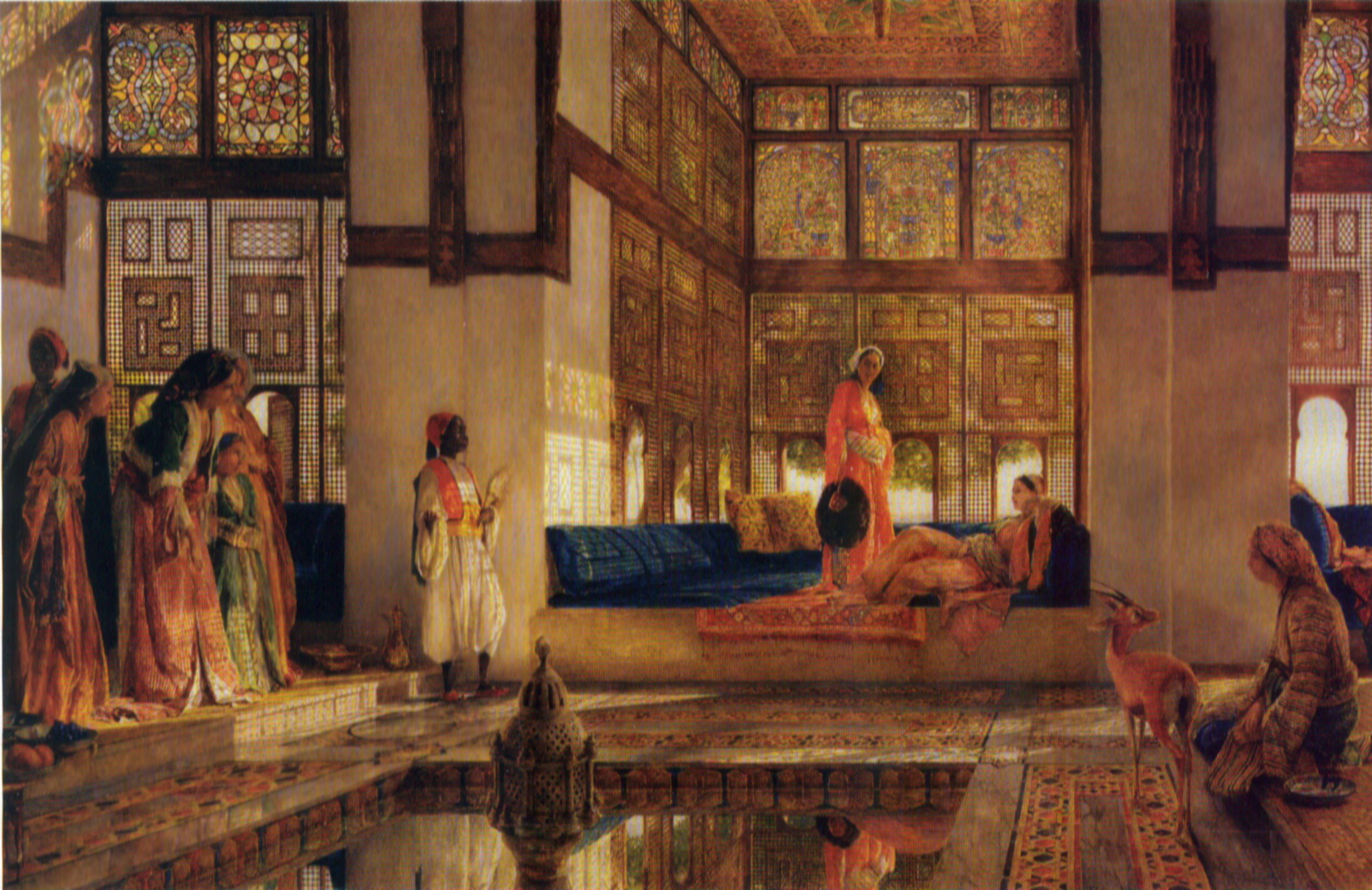
Ілюстрація жіночих покоїв у сералі, художник Джон Фредерік Льюїс

З того моменту, як гарем палацу Топкапи (широко відомий як «Серальський гарем») набув популярності та популярності, термін «сераль» також почав широко використовуватися як синонім гарему, ізольованого житлового приміщення, яке використовували дружини та наложниці в османському домі.

## В османській культурі

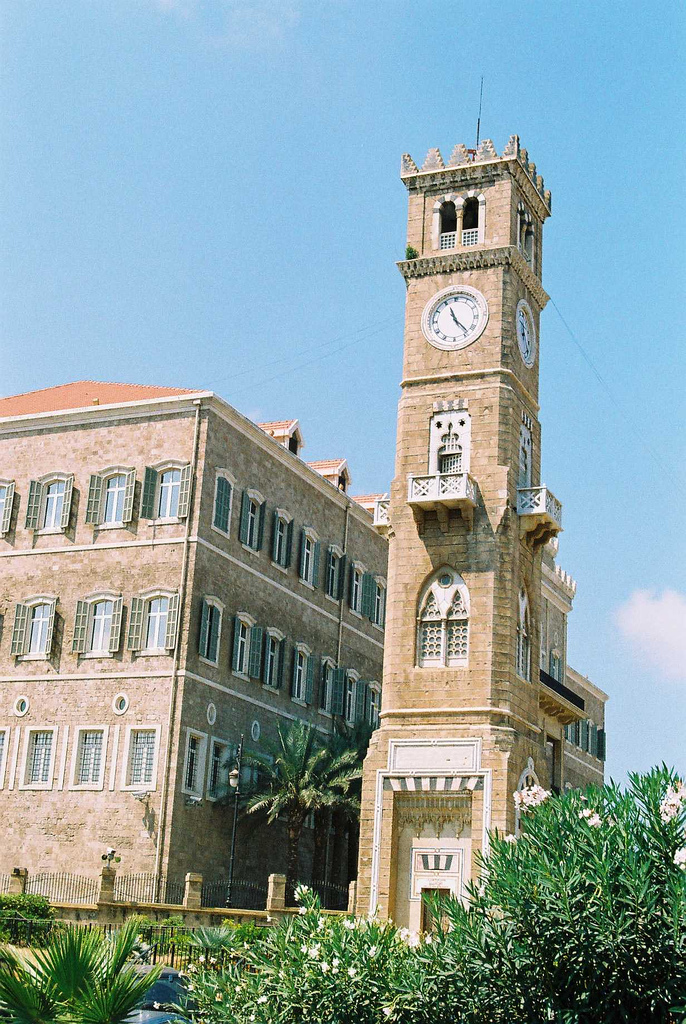
Великий сераль у Бейруті, Ліван

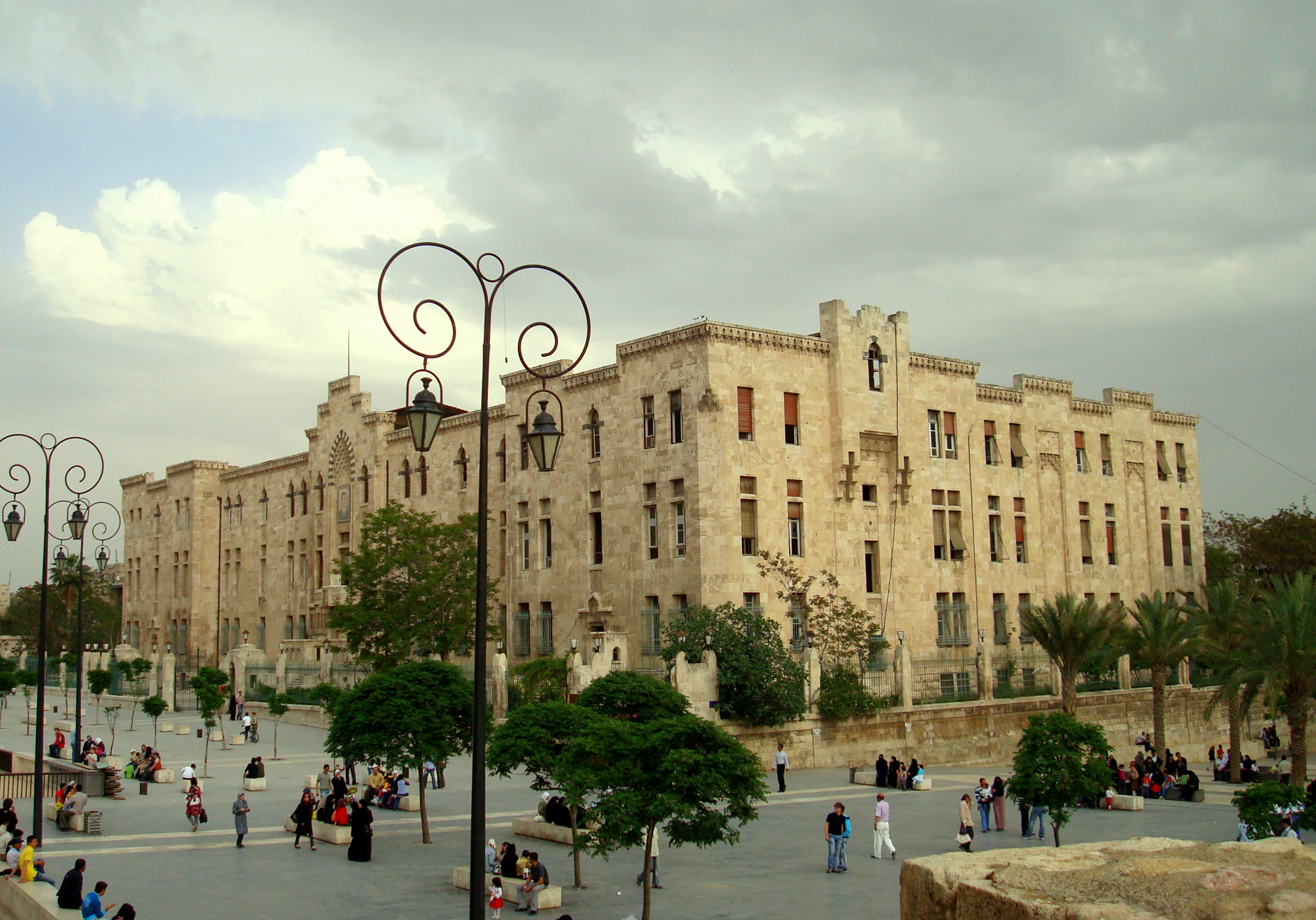
Великий сераль в Алеппо, Сирія

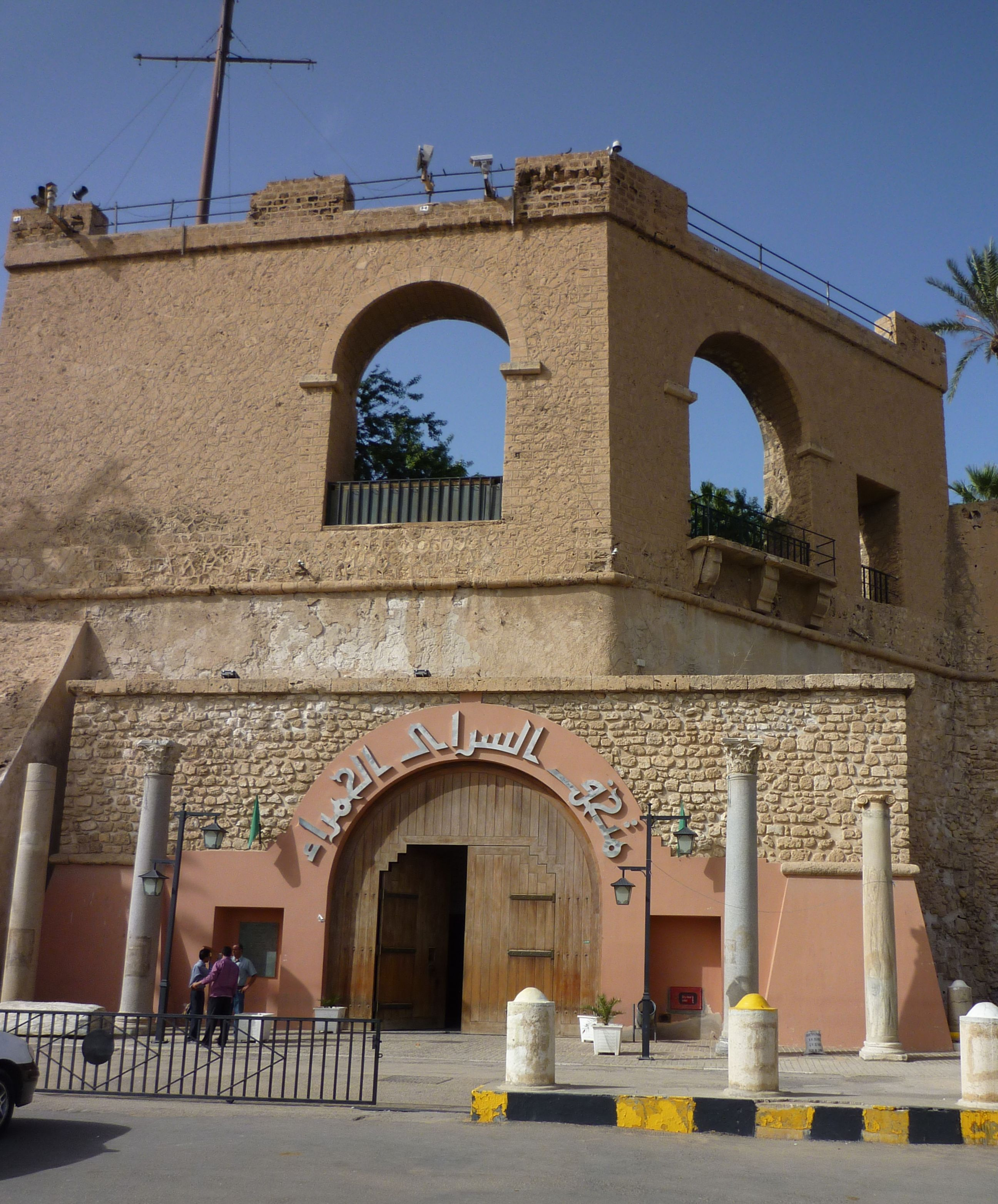
Червоний сераль у Тріполі, Лівія

Окрім палацу Топкапи («Сераль»), найвідомішим сералем є Великий сераль Бейрута (араб. السراي الكبير, трансліт. Al-Sarāy al-Kabir ) у Лівані, де знаходиться штаб-квартира прем'єр-міністра. Він розташований на вершині пагорба в центрі Бейрута, за кілька кварталів від парламенту Лівану. На пагорбі з 1840-х років розташовувалася база османської армії, яка була збудована, укріплена та розширена в 1850-х роках. Спочатку він був відомий як «al quishla», від турецького слова «kışla», що означає казарми.
Інші приклади:
- Великий Сераль в Алеппо в Сирії ; французька конструкція, натхненна османською традицією.
- Червоний Сераль у Триполі, Лівія. Розташований у центрі Триполі, тут також є музей.
- новий президентський палац Туреччини, завершений у 2014 році, який у народі називають Ак Сарай («Білий палац»).

Під час османського панування в Палестині було засновано сімнадцять сараїв; більшість з них були засновані регіональними чиновниками та їхніми родинами, такими як династія Рідванів і Захір аль-Умар та його родина.

## В Італії
Сучасною італійською мовою це слово пишеться «serraglio». Воно може означати стіну чи споруду для захисту — наприклад, Сераль з Віллафранка-ді-Верона, оборонна стіна, побудована Скалігері — або для стримування, наприклад, диких тварин у клітках. Гетто, засновані в багатьох італійських містах після проголошення папою Павлом IV у 1555 році папської булли Cum nimis absurdum, ⁣ спочатку називалися serraglio degli ebrei, досл. «enclosure of the Jews».
Сералем також називається штучним островом, на якому розташована Мантуя.

## Дивіться також
- Караван-сарай, інше слово, що стосується сарая, означає заїжджий двір або зупинку для караванів.
- Сарайбурну
- Викрадення із сералю, оперний зінгшпіль Моцарта